# Wenzel Ferdinand von Lobkowicz
Wenzel Ferdinand von Lobkowicz, in italiano Venceslao Ferdinando di Lobkowicz (Praga, 16 gennaio 1723 – Würzburg, 22 gennaio 1739), fu principe di Lobkowicz dal 1737 al 1739.

## Biografia
Figlio primogenito del principe Philipp Hyazint von Lobkowicz e di sua moglie, la contessa Anna Maria Wilhelmina von Althann, Wenzel Ferdinand nacque a Praga nel 1723 quando egli aveva appena 14 anni e pertanto gli venne concesso dall'imperatore di ottenere i titoli della casata del genitore e di amministrare i copiosi beni della famiglia sotto la tutela della madre, la quale gli fu co-reggente i due anni nei quali ricoprì il ruolo di capo della casata.
Morì infatti a Würzburg nel 1739, a 16 anni di età. Non essendosi mai sposato e non avendo mai avuto eredi, alla sua morte il titolo di principe passò a suo fratello minore Ferdinand Philipp.

## Albero genealogico
|                                                           |                                              |                                                                                    | Genitori                                                          |  |  | Nonni |  |  | Bisnonni                                                |  |  | Trisnonni                                              |  |
|                                                           |                                              |                                                                                    |                                                                   |  |  |       |  |  | Wenzel Eusebius von Lobkowicz, II principe di Lobkowicz |  |  | Zdenek Adalbert von Lobkowicz, I principe di Lobkowicz |  |
|                                                           |                                              |                                                                                    |                                                                   |  |  |       |  |  | Wenzel Eusebius von Lobkowicz, II principe di Lobkowicz |  |  | Zdenek Adalbert von Lobkowicz, I principe di Lobkowicz |  |
|                                                           |                                              | Polyxena von Pernstein                                                             |                                                                   |  |  |       |  |  | Wenzel Eusebius von Lobkowicz, II principe di Lobkowicz |  |  |                                                        |  |
| Ferdinand August von Lobkowicz, III principe di Lobkowicz |                                              |                                                                                    |                                                                   |  |  |       |  |  | Wenzel Eusebius von Lobkowicz, II principe di Lobkowicz |  |  |                                                        |  |
|                                                           |                                              | Sofia Augusta del Palatinato-Sulzbach                                              | Augusto del Palatinato-Sulzbach                                   |  |  |       |  |  |                                                         |  |  |                                                        |  |
|                                                           |                                              | Sofia Augusta del Palatinato-Sulzbach                                              | Augusto del Palatinato-Sulzbach                                   |  |  |       |  |  |                                                         |  |  |                                                        |  |
|                                                           |                                              | Sofia Augusta del Palatinato-Sulzbach                                              | Edvige di Holstein-Gottorp                                        |  |  |       |  |  |                                                         |  |  |                                                        |  |
| Philipp Hyazint von Lobkowicz, IV principe di Lobkowicz   |                                              | Sofia Augusta del Palatinato-Sulzbach                                              |                                                                   |  |  |       |  |  |                                                         |  |  |                                                        |  |
|                                                           |                                              | Maurizio Enrico di Nassau-Hadamar                                                  | Giovanni Ludovico di Nassau-Hadamar                               |  |  |       |  |  |                                                         |  |  |                                                        |  |
|                                                           |                                              | Maurizio Enrico di Nassau-Hadamar                                                  | Giovanni Ludovico di Nassau-Hadamar                               |  |  |       |  |  |                                                         |  |  |                                                        |  |
|                                                           |                                              | Maurizio Enrico di Nassau-Hadamar                                                  | Ursula di Lippe                                                   |  |  |       |  |  |                                                         |  |  |                                                        |  |
| Claudia Francesca di Nassau-Hadamar                       |                                              | Maurizio Enrico di Nassau-Hadamar                                                  |                                                                   |  |  |       |  |  |                                                         |  |  |                                                        |  |
|                                                           |                                              | Ernestina Carlotta di Nassau-Siegen                                                | Giovanni VIII di Nassau-Siegen                                    |  |  |       |  |  |                                                         |  |  |                                                        |  |
|                                                           |                                              | Ernestina Carlotta di Nassau-Siegen                                                | Giovanni VIII di Nassau-Siegen                                    |  |  |       |  |  |                                                         |  |  |                                                        |  |
|                                                           |                                              | Ernestina Carlotta di Nassau-Siegen                                                | Ernestina Iolanda di Ligne                                        |  |  |       |  |  |                                                         |  |  |                                                        |  |
| Wenzel Ferdinand von Lobkowicz, V principe di Lobkowicz   |                                              | Ernestina Carlotta di Nassau-Siegen                                                |                                                                   |  |  |       |  |  |                                                         |  |  |                                                        |  |
|                                                           | Michael Wenzel von Althann, conte di Althann | Michael Adolf von Althann, conte di Althann                                        |                                                                   |  |  |       |  |  |                                                         |  |  |                                                        |  |
|                                                           | Michael Wenzel von Althann, conte di Althann | Michael Adolf von Althann, conte di Althann                                        |                                                                   |  |  |       |  |  |                                                         |  |  |                                                        |  |
|                                                           | Michael Wenzel von Althann, conte di Althann | Maria Eva von Sternberg                                                            |                                                                   |  |  |       |  |  |                                                         |  |  |                                                        |  |
| Michael Ferdinand von Althann, conte di Althann           | Michael Wenzel von Althann, conte di Althann |                                                                                    |                                                                   |  |  |       |  |  |                                                         |  |  |                                                        |  |
|                                                           |                                              | Anna Maria Elisabeth d'Aspremont-Lynden, contessa di Reckheim e d'Aspremont-Lynden | Ferdinand van Lynden, barone di Lynden, conte di Reckheim         |  |  |       |  |  |                                                         |  |  |                                                        |  |
|                                                           |                                              | Anna Maria Elisabeth d'Aspremont-Lynden, contessa di Reckheim e d'Aspremont-Lynden | Ferdinand van Lynden, barone di Lynden, conte di Reckheim         |  |  |       |  |  |                                                         |  |  |                                                        |  |
|                                                           |                                              | Anna Maria Elisabeth d'Aspremont-Lynden, contessa di Reckheim e d'Aspremont-Lynden | Elisabeth zu Fürstenberg, contessa di Fürstenberg in Heiligenberg |  |  |       |  |  |                                                         |  |  |                                                        |  |
| Anna Maria Wilhelmine von Althann                         |                                              | Anna Maria Elisabeth d'Aspremont-Lynden, contessa di Reckheim e d'Aspremont-Lynden |                                                                   |  |  |       |  |  |                                                         |  |  |                                                        |  |
|                                                           |                                              | Karl Maximilian Lazansky, conte Lazansky von Bukowa                                | Ferdinand Rudolf Lazansky, conte Lazansky von Bukowa              |  |  |       |  |  |                                                         |  |  |                                                        |  |
|                                                           |                                              | Karl Maximilian Lazansky, conte Lazansky von Bukowa                                | Ferdinand Rudolf Lazansky, conte Lazansky von Bukowa              |  |  |       |  |  |                                                         |  |  |                                                        |  |
|                                                           |                                              | Karl Maximilian Lazansky, conte Lazansky von Bukowa                                | Margaretha Wratislaw von Mitrovic                                 |  |  |       |  |  |                                                         |  |  |                                                        |  |
| Maria Eleonore Lazansky, contessa Lazansky von Bukowa     |                                              | Karl Maximilian Lazansky, conte Lazansky von Bukowa                                |                                                                   |  |  |       |  |  |                                                         |  |  |                                                        |  |
|                                                           |                                              | Anna Elisabeth von Spandko, baronessa von Spandko                                  | Paris von Spandko, barone von Spandko                             |  |  |       |  |  |                                                         |  |  |                                                        |  |
|                                                           |                                              | Anna Elisabeth von Spandko, baronessa von Spandko                                  | Paris von Spandko, barone von Spandko                             |  |  |       |  |  |                                                         |  |  |                                                        |  |
|                                                           |                                              | Anna Elisabeth von Spandko, baronessa von Spandko                                  | Eva Maria Schirndinger von Schirnding                             |  |  |       |  |  |                                                         |  |  |                                                        |  |
|                                                           |                                              | Anna Elisabeth von Spandko, baronessa von Spandko                                  |                                                                   |  |  |       |  |  |                                                         |  |  |                                                        |  |